# 그나이우스 폼페이우스

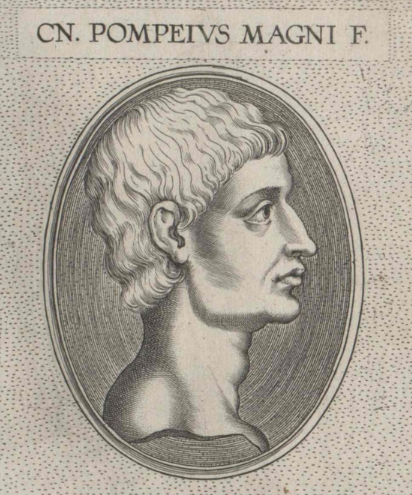

그나이우스 폼페이우스 마그누스(라틴어: Gnaeus Pompeius Magnus , 기원전 75년경~기원전 45년)는 로마 공화정 말기의 정치가이자 군인이었다. 폼페이우스의 아들로 카이사르에 대항해 싸우다 처형당했다.
그나이우스는 폼페이우스 마그누스와 그의 세 번째 아내 무치카 테르티아와의 사이에서 태어난 맏아들이다. 같은 어머니에서 동생 섹스투스 폼페이우스가 태어났다. 두 형제는 어려서부터 유능한 장군인 아버지의 슬하에서 전쟁터에 따라 다녔다.
기원전 49년 카이사르가 루비콘강을 건너 내전이 발발 하자 그나이우스는 아버지를 따라 그리스로 넘어갔다. 이듬해 파르살루스 전투에서 폼페이우스가 대패하고 도망할 때 그나이우스도 함께 도망했다. 이때 동생 섹스투스는 로마에서 빠져나와 합류하였는데 폼페이우스는 이집트에서 배반당했고 살해당했다. 그나이우스는 섹스투스와 함께 아프리카로 넘어가서 카토, 메텔루스 스키피오와 함께 카이사르군에 결사 항전할 것을 다짐했다.
기원전 46년 아프리카에서 벌어진 탑수스 전투에서 패하고 메텔루스 스키피오와 카토는 죽었다. 그나이우스는 섹스투스와 함께 히스파니아로 넘어갔고 스스로 히스파니아 울페리오르의 속주 총독이 되어 군사를 모았다. 이듬해인 기원전 45년 카이사르는 히스파니아로 쳐들어왔고 3월 17일 벌어진 문다 전투에서 그나이우스는 카이사르에게 패배했고 몇 주 후에 도망치다가 붙잡혀 처형당했다.